# آرتی‌ئی‌سی‌اس
این واژه که کوتاه شدهٔ Registry of Toxic Effects of Chemical Substances
است؛ پایگاه دادهای از داده‌های فراهم آمده از نوشته‌های آزاد علمی دربارهٔ میزان زهرآگینی ماده‌های گوناگون است.
این داده‌ها تا سال ۲۰۰۱م. به دست سامانهٔ بهزیستی و ایمنی میهنی آمریکا (US National Institute for Occupational Safety and Health (NIOSH))
فراهم می‌شد و هم‌اکنون باهمان (شرکت)  Elsevier MDL  این کار را انجام می‌دهد.

## درونمایه
هم اکنون ۶ زینه (درجه) از زهرآگینی داریم:
۱. آسیب‌های ساده.
۲. پدید آوردهٔ ناهنجاری ژنتیکی ماندگار
۳. آسیب‌رسان به دستگاه فرزندزایی.
۴. به تومورسازی می‌انجامد.
۵. زهرآگینی بیش از حد.
۶. زهرآگینی‌های چندگانهٔ دیگر.